# Estación de Elche-Parque
Elche-Parque (en valenciano, Elx-Parc) es una estación de ferrocarril subterránea situada en la ciudad española de Elche, en la provincia de Alicante, Comunidad Valenciana. Por ella circulan trenes de larga y media distancia y cercanías, pertenecientes a la línea C-1 de Cercanías Murcia/Alicante. La estación dispone de dos andenes, por los cuales se accede desde el edificio principal de viajeros.
Está situada bajo la avenida del Ferrocarril en la intersección con la calle de Nuestra Señora de la Cabeza. Su nombre se debe a la cercanía al Parque Municipal de Elche y su cobertura da servicio al centro y al este del casco urbano de la ciudad.

## Situación ferroviaria
Se encuentra en la línea férrea de ancho ibérico Alicante-El Reguerón, pk 20,6 a 85,58 metros de altitud.
El tramo es de via única y está sin electrificar.

## Historia
En los años 60, el gran crecimiento urbanístico de Elche llevó a RENFE a construir un túnel ferroviario de 5,5 km por el que transcurre la línea férrea que permite unir Alicante con Murcia, creándose en ese momento las estaciones actuales que posee la ciudad de Elche. Esta concretamente se inauguró en 1971, sustituyendo a la construida por la Compañía de los Ferrocarriles Andaluces en 1884, la cual dejó de prestar servicios debido al soterramiento de las vías. 
El 31 de diciembre de 2004, Adif pasó a ser la titular de las instalaciones.
En 2009 la estación fue reformada y modernizada debido a su mal estado y a su limitada accesibilidad para personas de movilidad reducida. Se crearon nuevos accesos, uno próximo al conservatorio, en terrenos de la Universidad Miguel Hernández y otro al final del Paseo de la Estación. A esto se le sumó una redistribución de espacios, la creación de nuevas escaleras mecánicas y ascensores, la mejora de acabados y la subsanación de los problemas de filtraciones que sufría el túnel. Las obras concluyeron en julio de 2010 y supusieron una inversión total de 7,3 millones de euros.

## Servicios ferroviarios

### Larga Distancia

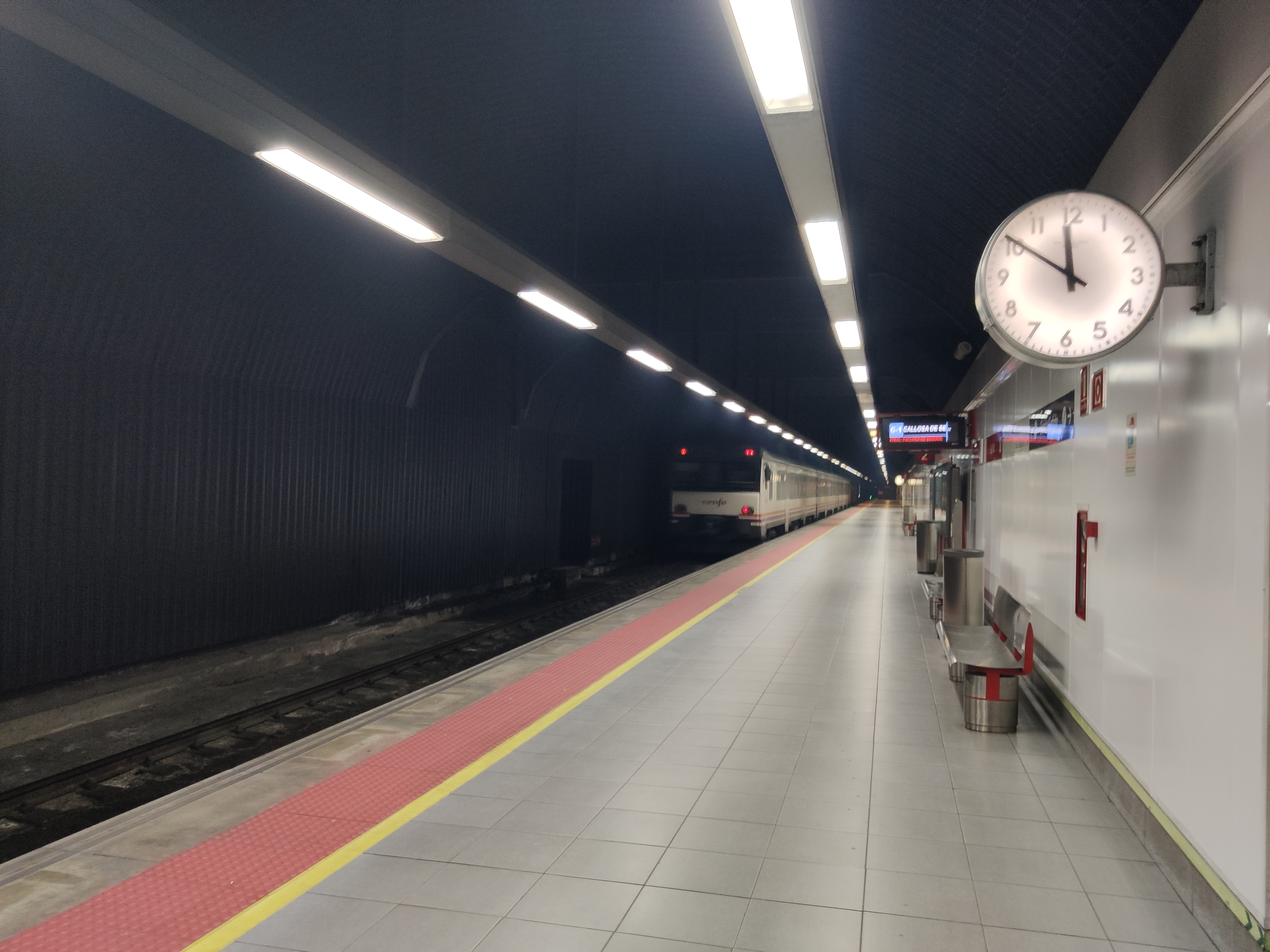
Cercanías con destino Callosa de Segura saliendo de la vía 2.

Los trenes Intercity que unen la Región de Murcia con Cataluña y el sur de Francia conforman el tráfico de largo recorrido con parada en la estación.

### Media Distancia
Los servicios de media distancia tienen como principales destinos las ciudades de Murcia, Cartagena, Alicante, Valencia, Zaragoza y Huesca.

### Cercanías
La estación forma parte de la línea línea C-1 de Cercanías Murcia/Alicante.